# Raúl de Merencourt
Raúl de Merencourt fue Patriarca de Jerusalén desde 1214 hasta 1225. Sucedió a Alberto Avogadro que fue asesinado.
En 1216 asistió al Cuarto Concilio de Letrán junto a muchos de sus obispos, y el papa Inocencio III, que el primer día del proceso, el 11 de noviembre, predicó en un sermón el llamamiento a una nueva cruzada (la quinta) para recuperar Tierra Santa. Los preparativos finales para esta nueva cruzada se concretaron el último día del concilio, el 30 de noviembre. Sin embargo, por diversas razones, la cruzada se aplazó hasta 1217, después de la muerte de Inocencio III. Raúl fue nombrado como uno de los legados papales de Honorio III, y fue escoltado hasta Acre por Juan de Brienne, Rey de Jerusalén. Participó personalmente en la cruzada contra Egipto; llegando a portar, en un momento dado, la reliquia de la Vera Cruz, e incluso se postró enterrando su cabeza en la arena para garantizar el éxito en el asedio a Damieta.
Murió en 1225 y fue sucedido por Gerardo de Lausana.
| Predecesor: Alberto Avogadro | Patriarca de Jerusalén 1214 – 1225 | Sucesor: Gerardo de Lausana |

- Datos: Q521402